# Валенсія-де-лас-Торрес
Валенсія-де-лас-Торрес (ісп. Valencia de las Torres) — муніципалітет в Іспанії, у складі автономної спільноти Естремадура, у провінції Бадахос. Населення — 695 осіб (2010).
Муніципалітет розташований на відстані близько 300 км на південний захід від Мадрида, 100 км на південний схід від Бадахоса.

## Демографія
Динаміка населення (INE ):